# Marek Koźmiński
Marek Jan Koźmiński (Cracovia, Polonia, 7 de febrero de 1971) es un exfutbolista internacional polaco, que se desempeñó como mediocampista y que militó en diversos clubes de Polonia, Italia y Grecia.

## Clubes
| Club             | País    | Año         |
| ---------------- | ------- | ----------- |
| Hutnik Nowa Huta | Polonia | 1989 - 1992 |
| Udinese          | Italia  | 1992 - 1997 |
| Brescia          | Italia  | 1997 - 2001 |
| Ancona           | Italia  | 2001 - 2002 |
| PAOK Salónica    | Grecia  | 2002 - 2003 |
| Górnik Zabrze    | Polonia | 2003 - 2004 |

## Selección nacional
Ha sido internacional con la selección de fútbol de Polonia, donde jugó en 45 ocasiones y anotó solo un gol en el seleccionado polaco adulto. Asimismo, Koźmiński participó junto a su selección en una Copa del Mundo y fue en la edición de Corea del Sur y Japón 2002, cuando su selección quedó eliminada en la primera fase, siendo último en su grupo (que compartió con Corea del Sur, Estados Unidos y Portugal).